# Symplocos lancifolia
Symplocos lancifolia là một loài thực vật có hoa trong họ Dung. Loài này được Siebold & Zucc. miêu tả khoa học đầu tiên năm 1846.